# Пасюга Степан Артемович

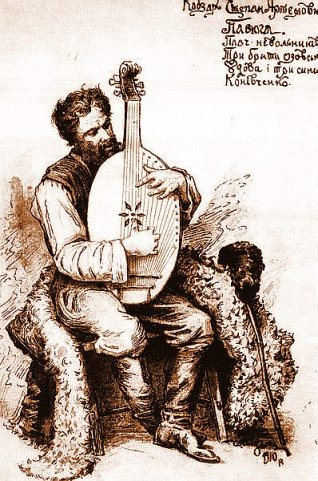
Пасюга Степан, портрет зроблений Опанасом Сластіоном в 1910 році.

Пасюга Степан Артемович (29 листопада 1862 — 1933) — кобзар.
Народився 29 листопада 1862 року у слободі Велика Писарівка (смт)|Велика Писарівка]] на Східній Слобожанщині (тепер Сумська область Україна).
Зір утратив у юнацькому віці.
Разом із П.Гащенком вчилися у кобзаря Дмитра Петровича Троченка з с. Лютовки Богодухівського повіту.
Отримавши «одклінщини», пішли підвищувати свою майстерність у кобзаря з с. Мурафа Богодухівського повіту Стефана Яковича Бідила.
За свідченням Степана Пасюги, великий вплив на нього справив цехмайстер Хведір Ївлампійович Вовк.
Хоча особливого прагнення до концертних виступів С.Пасюга не виявляв, українська інтелігенція радо запрошувала кобзаря виступати на сцені.
У 1911–1912 роках разом з П.Гащенком, П.Древченком виступають на багатьох концертах, організованих українською інтелігенцією у Харкові, Києві, Полтаві, Одесі, Миргороді, Охтирці та інших містах.
Залишилися спогади про виступи С.Пасюги на Південно-російській промислово-сільськогосподарській виставці у Катеринославі (1910 р.); концерт у Катеринославському історичному музеї (1911 р.); Кустарній виставці у Санкт-Петербурзі (1916)
С.Пасюга був у родинних стосунках з останнім кобзарським цехмайстром (наступником Хведора Вовка) — Іваном Казаном.
Грав на бандурі і лірі.
Знав багато дум і старин, але «на люди» (для інтелігенції) співав лише чотири — “Плач невольників”, “Три брати Озовські”, “Удова і три сина”, “Конівченко”.
Отримував найвищі оцінки як із боку кобзарів, так і музикознавців.

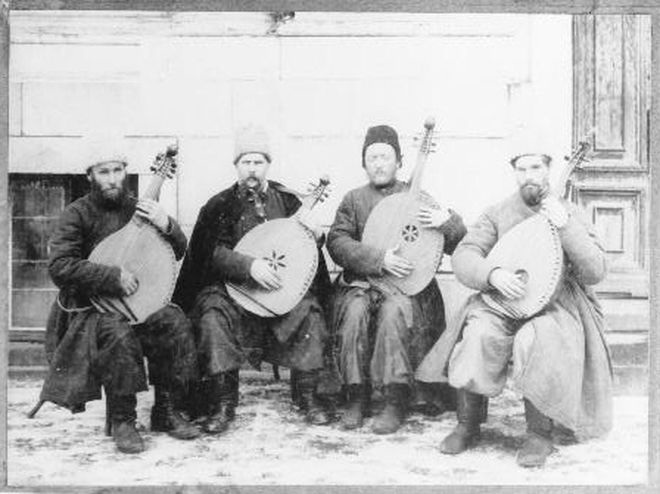
Українські кобзарі. Перший зліва — Степан Пасюга.

«Такого кобзаря, як Пасюга, ніколи не було й не буде! — згадував Є.Мовчан. — Голосу його не було краю і кінця. Він знав майже всі думи, співав величезну кількість народних пісень. А що вже грав на кобзі, то про це й говорити нема чого».
«У його рецитаціях, співаних гарним, баритоновим голосом, помічаємо перевагу речитатива над мелодією. Спів і гра Пасюги складається на гарну артистичну цілість», — говорив Ф.Колесса.
Степан Пасюга жив дуже просто, зневажав «світські витребеньки» і дотримувався заповітної строгості у відношені до учнів.
Великий вплив С.Пасюга мав і на Ткаченка Георгія, який доніс до сучасників манеру старосвітського кобзарського виконавства.
Помер 1933 року від голоду. Похований у с.Борисівці РФ.
Деякі із фонозаписів С. Пасюги зберігаються у фондах ІМФЕ (м. Київ).
Опанас Сластіон зробив із кобзаря дві портретні замальовки в 1910 році.

### Учні
З 1904 по 1906 рік навчає Григорія Кожушка; у 1905–1907 — Захара Беншого; у 1911–1913 рр. — Єгора Мовчана.
У «транзитному» навчанні в С.Пасюги перебував і учень П.Гащенка — Іван Кучугура-Кучеренко.